# لايلي ر. ويلر
لايلي ر. ويلر (بالإنجليزية: Lyle R. Wheeler)‏ هو مصمم إنتاجي أمريكي، ولد في 2 فبراير 1905 في ووبرن في الولايات المتحدة، وتوفي في 10 يناير 1990 في وودلاند هيلز، كاليفورنيا في الولايات المتحدة بسبب ذات الرئة.

## وصلات خارجية
- لايلي ر. ويلر على موقع IMDb (الإنجليزية)
- لايلي ر. ويلر على موقع قاعدة بيانات الفيلم (الإنجليزية)